# Liste des maires de Fleurines

## Liste des maires
| Période           | Période                        | Identité             | Étiquette | Qualité                                      |
| ----------------- | ------------------------------ | -------------------- | --------- | -------------------------------------------- |
| 7 mars 1790       | 1792                           | Jacques Havy         |           | 1er maire élu                                |
| 9 décembre 1792   | 1794                           | Laurent Arnoult      |           |                                              |
| 1795              |                                | Jacques Duval        |           |                                              |
| 1796              |                                | Jean Noël            |           | Agent communal                               |
| 1798              |                                | Antoine Mignan       |           | Agent communal                               |
| 1800              | 1803                           | Rieul Delamarre      |           |                                              |
| 25 février 1804   |                                | Jean Dumont          |           |                                              |
| 5 février 1805    | 1807                           | Charles Flamant      |           |                                              |
| 13 mars 1808      | 1810                           | Jean Deaubonne       |           |                                              |
| 24 janvier 1811   | 1814                           | Charles Flamant      |           |                                              |
| 15 mai 1815       |                                | Jean Liedet          |           |                                              |
| 1820              |                                | Marie Lavoine        |           |                                              |
| 15 novembre 1821  |                                | Jean Lavoisier       |           |                                              |
| 9 avril 1826      |                                | Marie Lavoine        |           |                                              |
| 22 juillet 1838   |                                | Louis Frigaux        |           |                                              |
| 13 mai 1852       | 1854                           | Jacques Noël         |           |                                              |
| 7 octobre 1855    | 1861                           | Jean Drouard         |           |                                              |
| 30 août 1862      | 1867                           | Narcisse Hurier      |           |                                              |
| 7 juin 1868       | 1874                           | Laurent Melois       |           |                                              |
| 1875              |                                | Charles Martin       |           |                                              |
| 1876              | 1881                           | Laurent Melois       |           |                                              |
| 23 juillet 1882   | 1883                           | Jean Poncelet        |           |                                              |
| 19 septembre 1886 |                                | Jean Poncelet        |           |                                              |
| 8 janvier 1887    |                                | Eugène Druelle       |           |                                              |
| 8 janvier 1888    | 1891                           | Jean Poncelet        |           |                                              |
| 1892              | 1896                           | Eugène Druelle       |           |                                              |
| 1897              | 1904                           | François Carpentier  |           |                                              |
| 1905              | 1906                           | Louis Beljin         |           |                                              |
| 1907              | 1919                           | Alphonse Duchauffour |           |                                              |
| 1919              | 1920                           | Auguste Carlier      |           |                                              |
| 1920              | 1926                           | Léon Bouchez         |           |                                              |
| 1937              | 1958                           | Léon Haloy           |           |                                              |
| 1959              | 1976                           | Jean Toursiere       |           |                                              |
| 1977              | 1984                           | Firmin Declercq      |           |                                              |
| 1984              | mars 2001                      | Michel Desprez       |           |                                              |
| mars 2001         | mai 2020                       | Philippe Falkenau    |           |                                              |
| mai 2020          | En cours (au 10 novembre 2022) | Guillaume Maréchal   |           | Président de la CC Senlis Sud Oise (2020 → ) |

## Pour approfondir